# Dioptrienausgleich
Mit Dioptrienausgleich wird bei optischen Geräten die Möglichkeit bezeichnet, eine Ametropie des Auges bei der Benutzung von Okularen durch die Korrektur der Brechkraft auszugleichen.

## Beschreibung
Die Korrektur der Brechkraft wird in der Regel durch eine mechanische Einstellung der Bildschärfe am Okular erreicht.
Die Stärke der Korrektur wird üblicherweise ebenso wie die Brechkraft in der Maßeinheit Dioptrien angegeben und liegt üblicherweise zwischen −3 und +3 Dioptrien. Ein Dioptrienausgleich von null bedeutet, dass ein menschliches Auge mit normaler Brechkraft ein scharfes Bild sieht. Positive Dioptrienzahlen verstärken die Brechkraft für Weitsichtige, und negative Dioptrienzahlen mindern die Brechkraft für Kurzsichtige.

## Anwendungen

### Binokulare

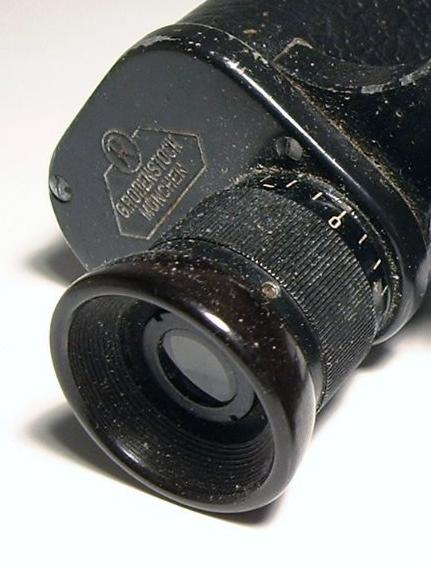
Ring mit Skala zur Einstellung des Dioptrienausgleichs am linken Okular eines Fernglases

Ein typisches Problem ergibt sich bei Binokularen, wie zum Beispiel Ferngläsern oder Stereoskopen, wenn beiden Augen unterschiedliche Brechkraft haben. Hier wird häufig ein Okular mit einem Dioptrienausgleich versehen, damit der Unterschied für das entsprechende unscharf sehende Auge ausgeglichen werden kann, wenn für das andere Auge scharf eingestellt wurde.

### Monokulare

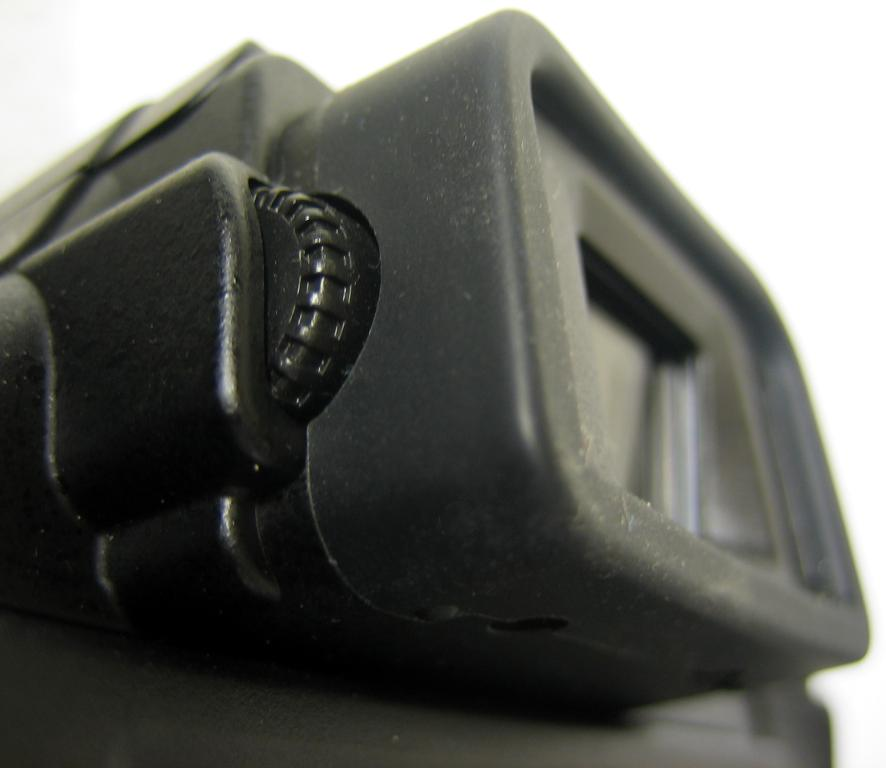
Rädchen zur Einstellung des Dioptrienausgleichs links vom Okular einer Systemkamera

Okulare mit Dioptrienausgleich werden aber auch bei einigen Monokularen benutzt, wie zum Beispiel bei höherwertigen Sucherkameras, wenn hier die optische Abbildung des Objektivs nicht für das beobachtende Auge eingestellt werden kann, sondern für einen fotografischen Film oder einen Bildsensor. Bei Spiegelreflexkameras schaut der Fotograf durch das Okular zum Beispiel über ein Pentaprisma auf eine fest eingebaute Einstellscheibe. Je nach Brechkraft des Auges kann mit dem Dioptrienausgleich das Sucherbild für den jeweiligen Fotografen am Okular scharf eingestellt werden, ohne dass das Objektiv oder die Einstellscheibe verstellt werden muss.
Bei Geräten mit elektronischem Sucher, wie beispielsweise spiegellosen Systemkameras, wird die Abbildung der Objektivs nicht durch einen optischen Strahlengang in den Sucher abgebildet, sondern stammt nur indirekt von einem kleinen elektronischen Bildschirm. In diesem Fall kann das Sucherbild beispielsweise durch die Variation des Abstandes zwischen Bildschirm und Okular scharf eingestellt werden.

### Weitere Vorteile
Durch die Benutzung des Dioptrienausgleichs ist es auch vielen Brillenträgern möglich, ohne Brille und ohne Einbußen bei der Bildschärfe oder beim sichtbaren Bildwinkel ein Okular zu benutzen.
Bei optischen Geräten mit hochauflösendem elektronischem Sucher können die vielen Vorteile beim Live-View oder zum Beispiel Bedienungseinstellungen auch ohne Brille mit Hilfe des Suchers bewerkstelligt werden.